# Verneuil-sous-Coucy
 Verneuil-sous-Coucy  es una población y comuna francesa, en la región de Picardía, departamento de Aisne, en el distrito de Laon y cantón de Coucy-le-Château-Auffrique.

## Demografía
| 118 | 114 | 139 | 127 | 171 | 135 |
| Para los censos de 1962 a 1999 la población legal corresponde a la población sin duplicidades (Fuente: INSEE [Consultar]) |     |     |     |     |     |